# Aurifaber Antal
Antal vagy Antonius Aurifaber (1465 k. – Kassa, 1520) kimagasló késő gótikus ötvösművész.
Kassán tanult Jászai Mihálynál. Előkelő polgár lett, 1497-től városi senior volt. Perényi Imre nádornak is dolgozott. 1502-ben a városi tanács a kassai Szent Erzsébet plébániatemplom részére díszes aranykehely készítésével bízta meg, és 1504-ben ő véste Kassa nagy ezüstpecsétjét.

## Forrás
Magyar életrajzi lexikon I. (A–K). Főszerk. Kenyeres Ágnes. Budapest: Akadémiai. 1967.   39. o. 